# 烏亞林齊
48°51′47″N 28°29′22″E / 48.86306°N 28.48944°E
烏亞林齊（羅馬化：Uiaryntsi）是烏克蘭的村落，位於該國西南部文尼察州，由文尼察區負責管轄，始建於1242年，面積26.93平方公里，海拔高度270米，2001年人口544，人口密度每平方公里20.2人。